# Donja Vijaka
Donja Vijaka je naseljeno mjesto u općini Vareš, Federacija Bosne i Hercegovine, BiH.

## Stanovništvo

### 1991.
Nacionalni sastav stanovništva 1991. godine, bio je sljedeći:
ukupno: 198
- Hrvati - 162
- Jugoslaveni - 23
- ostali, neopredijeljeni i nepoznato - 13

### 2013.
Nacionalni sastav stanovništva 2013. godine, bio je sljedeći:
ukupno: 37
- Hrvati - 37

## Poznate osobe
- fra Berislav Anto Kalfić